# Таарштедт
Таарштедт (нім. Taarstedt) — громада в Німеччині, розташована в землі Шлезвіг-Гольштейн. Входить до складу району Шлезвіг-Фленсбург. Складова частина об'єднання громад Зюдангельн.
Площа — 13,69 км2. Населення становить 936 ос. (станом на 31 грудня 2020).

## Галерея

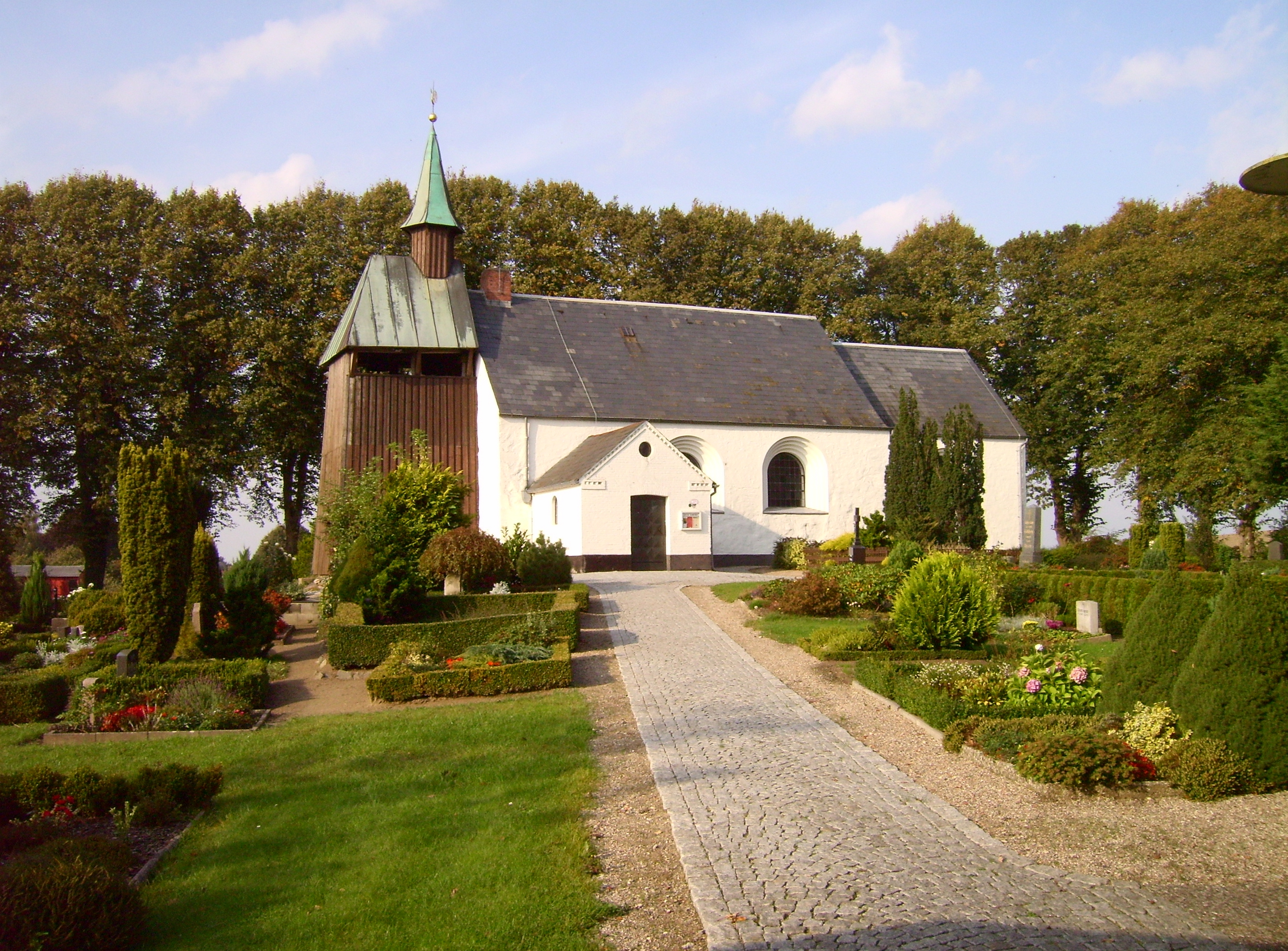